# Список участников группы «Аквариум»
«Аква́риум» — советская и российская рок-группа, одна из старейших ныне действующих российских рок-групп. Состав участников за 50 лет существования группы неоднократно менялся, и только лидер и идейный вдохновитель группы Борис Гребенщиков (также известный как БГ) является участником коллектива с самого момента его основания в 1972 году. Участниками группы в разное время были: Анатолий Гуницкий, Дюша Романов, Сергей Курёхин, Олег Сакмаров, Всеволод Гаккель и многие другие.

## О составе

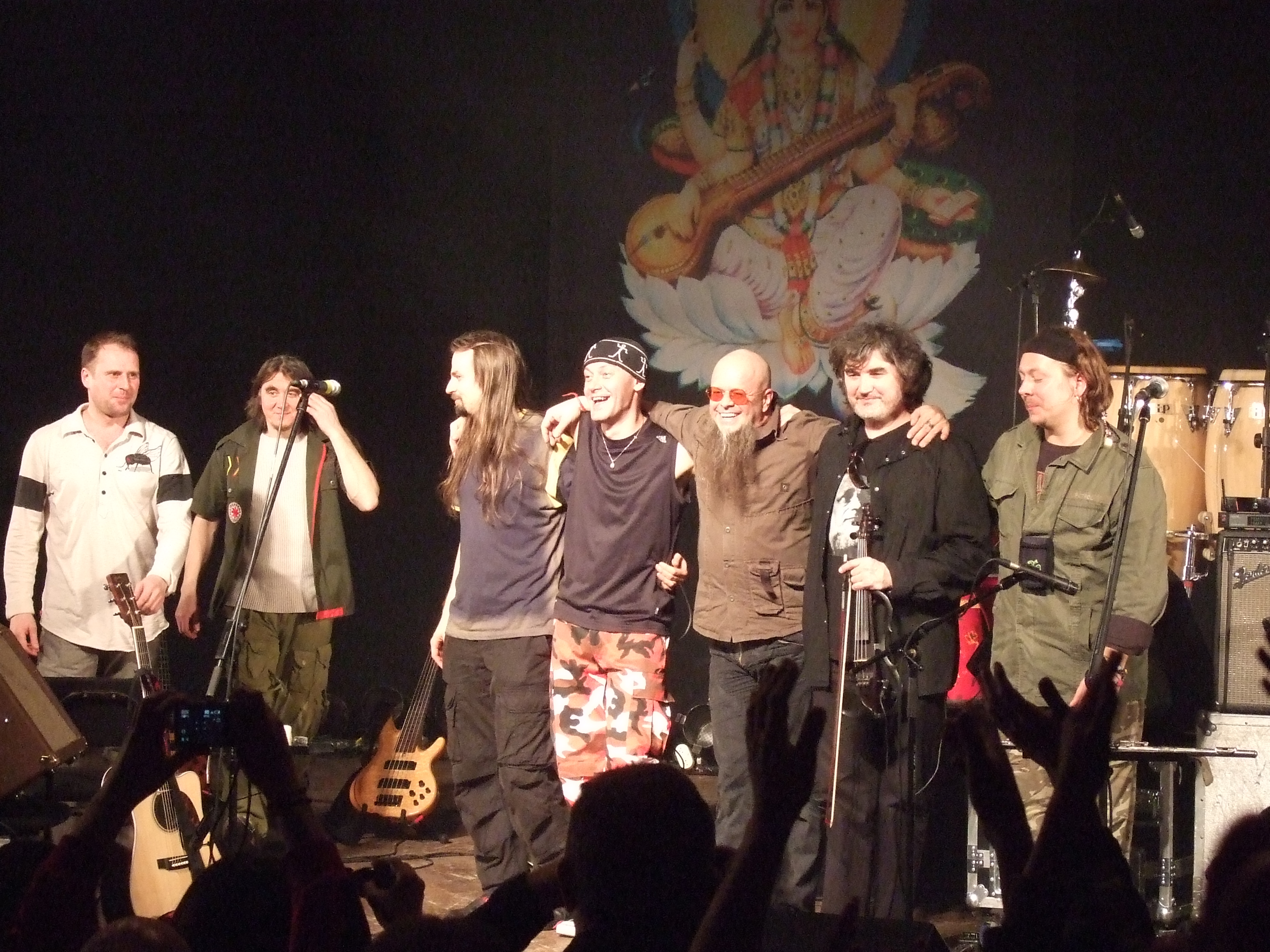
«Аквариум» на концерте в Тель-Авиве, 2008 год

Гребенщиков об участниках коллектива:
«Аквариум» — ноша, которую несут все. Когда кому-то это становится неинтересно, состав группы меняется.

## Состав группы c 2015 года (Аквариум 4.0)
- Борис Гребенщиков (БГ) — вокал, гитара, губная гармоника, клавишные, слова, музыка (с 1972)
- Александр «Тит» Титов — бас-гитара, контрабас (1983—1989, 1992—1996, с 2008)
- Алексей Зубарев — гитара, мандолина (1992—1997, с 2013)
- Андрей Суротдинов — скрипка, альт, клавишные, перкуссия (с 1995)
- Брайан Финнеган — вистл, флейта (с 2007)
- Лайам Брэдли — ударные (с 2011)
- Игорь Тимофеев — флейты, саксофон, гитара, мандолина (с 2003 года, с перерывами)
- Глеб Гребенщиков (Dr.Grasshoper) — перкуссия (с 2015)[2][3]
- Константин Туманов — клавишные, синтезаторы и семплы (с 2018)

## Музыканты прошлых лет
В списке представлены как официальные музыканты разных составов, так и сессионные, не имеющие отношение к группе (лидеры и музыканты других коллективов), но когда-либо сотрудничавшие с ней или просто принимавшие участие в различных записях и концертах.

### Вокалисты
- Анатолий «Джордж» Гуницкий (1972—1974) †
- Андрей «Дюша» Романов (1973—1991) †
- Леонид Тихомиров (1974)
- Всеволод «Сева» Гаккель (1975—1987)
- Ольга Першина (Протасова) (1976—1981)
- Михаил «Майк» Науменко (1976—1978) †
- Андрей Тропилло (1980—1982) †
- Владимир Леви (1981)
- Валентина Пономарева (1982—1983)
- Джоанна Стингрей (1986—1993)
- Christian Morand (1988)
- Марси Леви (1988)
- Бари МакГир (1988)
- Billy Mckenzie (1988—1989)
- John Stewart (1988—1989)
- Janice Jamison (1988—1989)
- Энни Леннокс (1988—1989)
- Chrissie Hynde (1988—1989)
- Charlie Wilson (1988—1989)
- Siobahn Stewart (1988—1989)
- Harry Dean Stanton (1988—1989)
- Dave A.Stewart (1988—1989)
- Андрей Горохов (1989—1992)
- Олег «Дед (Василий)» Сакмаров (1989—1997)
- Габриэлла Рот (1989—2002)
- Армен Григорян (1992)
- Вячеслав Бутусов (1993—2000)
- Гэндэнпилын Явгаан (1993)
- Кейт Сент-Джон (1995—2005)
- Андрей Макаревич (1996—1997)
- Людмила Рахимова (1997)
- Юрий Шметков (1997)
- Владимир Миронов (1997)
- Александр Васильев (1997—2003)
- Николай «МС Кошкин» Кошкин (1998—1999)
- Catherine Russell (1998)
- Sahaj Ticotin (1998)
- Mindy Jostyn (1998)
- Allison Cornell (1998—1999)
- Алексей Рахов (1998)
- Настя Полева (2000—2005)
- Максим Леонидов (2000—2003)
- John T. (2005)
- Sony Tshilumba Kasongo (2005)
- Лиля Кудрявцева (2005)

### Гитаристы
- Михаил Воробьев (1972)
- Эдмунд Шклярский (1972)
- Андрей «Дюша» Романов (1974—1982) †
- Леонид Тихомиров (1974)
- Николай Пеpшин (1976)
- Михаил «Майк» Науменко (1976—1978) †
- Александр Кожевников (1980)
- Владимир Козлов (1981—1982)
- Владимир Ермолин (1982)
- Борис Лабковский (1982)
- Александр Ляпин (1982—1991)
- Андрей Отряскин (1985)
- Dave A.Stewart (1988—1989)
- Дрю Зинг (1989)
- Вячеслав Бутусов (1993—2000)
- Mick Taylor (1995)
- Андрей Макаревич (1996—1997)
- Jim Weider (1997)
- Александр Васильев (1997—2003)
- Александр «Панама» Пономарёв (1998—1999) †
- Егор Белкин (2000)
- Стас Березовский (2002)
- Henry Kaiser (2004—2005)
- Gary Lucas (2004)
- Сканг (2005)

### Басисты
- Александр Цацаниди (1972)
- Михаил Воробьев (1972)
- Михаил «Фан» Файнштейн-Васильев (1973—1982) †
- Всеволод «Сева» Гаккель (1975)
- Владимир «Гриня» Грищенко (1982—1983)
- Chucho Merchain (1988—1989)
- Сергей Березовой (1989—1992)
- Владимир Волков (1992—1993)
- Владимир Кудрявцев (1996—2005)
- Rick Danko (1997)
- Harvey Brooks (1997)
- Игорь «Гога» Копылов (1999)
- Андрей Светлов (2005—2008)
- Илэр Пенд (2005)
- Rory Macfarlane (2005)
- Сканг (2005)

### Барабанщики, перкуссионисты
- Анатолий «Джордж» Гуницкий (1972—1974)
- Михаил «Фан» Файнштейн-Васильев (1974—1991) †
- Сергей Плотников (1975)
- Михаил Кордюков (1976—1983) †
- Владимир Болучевский (1976—1983) †
- Евгений Губерман (1979—1982) †
- Александр Кондрашкин (1981—1983) †
- Пётр Трощенков (1982—1992)
- Olle Romo (1988—1989)
- Ray Cooper (1988—1999)
- Dave A.Stewart (1988—1989)
- Тал Бергман (1989)
- Олег «Дед (Василий)» Сакмаров (1989—1997)
- Алексей «Лорд» Рацен (1992—1995)
- Андрей «Вихрь» Вихарев (1992—1996)
- Симонэ Хардджордж (1994)
- Дэйв Мэттекс (1995—1996)
- Юрий Николаев (1996—1997)
- Nick Kaiano (1997)
- Randy Ciarlante (1997)
- Олег «Шар» Шавкунов (1997—2014)
- Дмитрий Веселов (1998—1999)
- Joe Bonadio (1998)
- Gordy Ryan (1998)
- David Rosenberg (1998)
- Rocky Bryant (1998)
- Robert Ansell (1998—1999)
- Андрей Орлов (1999)
- Альберт Потапкин (1999—2010)
- Катя Кэт (2001)
- Игорь Скляров (2003)
- Тимофей Лисковский (2003)
- Luis Jordan (2005)
- Сергей Егоров (2005)
- Пандит Бхавани Шанкар Катак (2005)

### Клавишники
- Александр Васильев (1972)
- Андрей «Дюша» Романов (1973—1991) †
- Ольга Першина (Протасова) (1976—1981)
- Михаил «Фан» Файнштейн-Васильев (1978—1981) †
- Сергей Курёхин (1981—1986) †
- Берни Уоррэлл (1988)
- Olle Romo (1988—1989)
- Patrick Seymour (1988—1989)
- Dave A.Stewart (1988—1989)
- Дональд Браун (1989)
- Олег «Дед Василий» Сакмаров (1989—2002)
- Джон Мюллер (1996)
- Benny Kay (1997)
- Гарт Хадсон (1997)
- Harvey Jones (1998)
- Борис Рубекин (1998—2015) †
- Лидия Кавина (2000)
- Patrick Tenyue (2001)

### Струнные инструменты
- Александр Ляпин — скрипка (1975, 1977)
- Николай Марков — скрипка (1975) †
- Всеволод «Сева» Гаккель — виолончель (1975—1987)
- Сергей «Рыжий» Рыженко — скрипка (1981—1998)
- Александр Куссуль — скрипка (1984—1986) †
- Иван Воропаев — альт (1982—1989)
- Сергей Щураков — мандолина (1987—1997) †
- Андрей «Рюша» Решетин — скрипка (1987—1992)
- Darry Way — скрипка (1988—1989)
- Ольга Эльдарова — арфа (1991)
- Владимир Волков — контрабас (1992—1993)
- Петр Акимов — виолончель (1992—1995)
- Ольга Шубина — скрипка (1993)
- Павел Короленко — виолончель (1993)
- Надежда Сыромятникова — альт (1993)
- Гэндэнпилын Явгаан — товшуур (1993)
- Отгонбаяр — морин хуур (1993)
- Елена Щуpакова — домра (1993)
- Боб Лавдэй — скрипка (1996)
- Владимир Кудрявцев — контрабас (1996—2005)
- Инна Залицайло — виолончель (1997)
- Леонид Иванов — арфа (1997)
- David Rosenberg — цимбал (1998)
- Allison Cornell — альт, скрипка (1998—1999)
- Bob Een — виолончель (1988)
- Rocky Bryant — цимбал (1998)
- Марк де Мони[англ.] — скрипка (2000)
- Марина Андреева — альт (2002)
- Алексей Баранов — скрипка (2002)
- Ирина Молокина — виолончель (2002)
- Владимир Юнович — виолончель (2002)
- Skaila Kanga — арфа (2005)
- Tunda Jegede — кора (2005)
- Дмитрий Сергеев — мандолина (2005)
- Одарка Вощак — арфа (2005)
- Алексей Жилин — виолончель (2009)

### Духовые инструменты
- Андрей «Дюша» Романов — флейта(1973—1991) †
- Александр «Фагот» Александров — фагот (1977—1981)
- Андрей Тропилло — блок-флейта (1980—1982) †
- Дмитрий «Рыжий чорт» Гусев — губная гармоника (1980—1981)
- Владимир Болучевский — саксофон (1981—1982) †
- Сергей Курёхин — саксофон, казу (1981—1986) †
- Александр Беренсон — труба (1981—1984)
- Игорь Бутман — саксофон (1982—1983)
- Григорий Сологуб — губная гармоника (1983—1985) †
- Сергей Летов — саксофон (1983—1985)
- Владимир Рекшан — губная гармоника (1984—1985)
- Владимир Чекасин — саксофон (1985)
- Михаил «Дядя Миша» Чернов — саксофон (1985)
- Иван Шумилов — флейта крумхорн (1987)
- Вячеслав Харинов — флейта крумхорн (1987)
- Дмитрий Кольцов — валторна (1987)
- Michael Kamen — гобой (1988)
- Dawe Plews — труба (1988—1989)
- Олег «Дед (Василий)» Сакмаров — английский рожок, гобой, флейта, саксофон, кларнет (1989—2002)
- Вячеслав Гайворонский — труба (1992—1999)
- Владимир Цымбал — тромбон (1993)
- Дмитрий Валевин — труба (1993)
- Энтони Тислтуэйт — губная гармоника (1995)
- Кейт Сент-Джон — гобой, саксофон (1995—2005)
- Алексей Силютин — фагот, контрфагот (1997)
- Rick Danko — труба (1997)
- Павел Парфенков — гобой (1997)
- Джефф Кивит — труба (1997)
- Erik Lawrence — флейта (1998)
- Chris Botti — труба (1988)
- Виктор Савин — тромбон (2002)
- Алексей Коган — труба (2002)
- Фёдор Кувайцев — кларнет (2003—2004)
- Дживан Гаспарян — дудук (2003—2008) †
- Михаил Костюшкин — саксофон (2003)
- Ян Николенко — флейта (2003)
- Андрей Лобанов — труба (2003)
- Mike Smith (2005)
- Michael McGoldrick — волынка (2005)
- Евгений Соколов — труба (2005)
- Тим Ходжкинсон — псиппи (2005)
- Пандит Харипрасад Чаурасия — флейта (2005)
- Игорь Прокофьев — валторна (2005)
- Андрей Янковский — гобой (2005)
- Алексей Дмитриев — труба (2011—2012)
- Антон Боярских — тромбон (2011—2012)
- Сергей Богданов — саксофон (2011—2012)
- Бэкки Тэйлор — шотландская волынка (2012)

### Клавишные духовые язычковые струнно-щипковые музыкальные инструменты с использованием клапанов
- Сергей Щураков — баян, аккордеон (1987—1997) †
- Ирина Шнеерова — клавесин (1993)
- Гэндэнпилын Явгаан — варган (1993)
- Кейт Сент-Джон — аккордеон (1995—2005)
- Carter Burwell — аккордеон (1998)
- Григорий Варшавский — орган (2002)

### Звукорежиссёры группы
- Армен «Марат» Айрапетян
- Владик Шишов
- Андрей Тропилло
- Игорь Свердлов
- Виктор Динов
- Виктор Глазков
- Виктор Исаков
- Григорий Франк
- Сергей Фирсов
- Андрей Зачесов
- Александр Мартисов
- Вячеслав Егоров
- Alan Moulder
- Lee Manning
- Bob Smith
- Logan Waters
- Manu Guiot
- Olle Romo
- Tim Leitner
- Dave Stewart
- Дмитрий Липай
- Владимир Венгеровский
- Ольга Горбунова
- Дмитрий Устинов
- М. Подтакуй
- Александр Мартисов
- Юрий Морозов
- Владимир Лукичев
- Jerry Boys
- Александр Докшин
- Skott Ansell
- Пол Кендалл
- Юрий Богданов
- Борис Исаев
- Борис Рубекин
- Олег Гончаров
- Борис Истомин
- Андрей Самсонов
- Олег Волков